# Крушево (Журомінський повіт)
Крушево (пол. Kruszewo) — село в Польщі, у гміні Журомін Журомінського повіту Мазовецького воєводства.
Населення — 128 осіб (2011).
У 1975-1998 роках село належало до Цехановського воєводства.

## Демографія
Демографічна структура станом на 31 березня 2011 року:
|          | Загалом | Допрацездатний вік | Працездатний вік | Постпрацездатний вік |
| -------- | ------- | ------------------ | ---------------- | -------------------- |
| Чоловіки | 66      | 12                 | 44               | 10                   |
| Жінки    | 62      | 12                 | 32               | 18                   |
| Разом    | 128     | 24                 | 76               | 28                   |